# DJ Steward
DJ Steward (Chicago, 2 ottobre 2001) è un cestista statunitense, professionista nella NBA.

## Carriera
Dopo aver trascorso una stagione con i Duke Blue Devils in NCAA, non viene scelto al Draft NBA 2021, rimanendo undrafted. Trascorre poi due anni in G League con la casacca degli Stockton Kings, per poi firmare due mesi con i Vancouver Bandits, nella Canadian Elite Basketball League. La stagione successiva gioca ancora in G League con i Maine Celtics e, nel 2024, firma un two-way contract con i Chicago Bulls, squadra della sua città natale, venendo poi associato ai Windy City Bulls.

## Statistiche

### College
| Anno      | Squadra          | PG | PT | MP   | TC%  | 3P%  | TL%  | RP  | AP  | PRP | SP  | PP   |
| --------- | ---------------- | -- | -- | ---- | ---- | ---- | ---- | --- | --- | --- | --- | ---- |
| 2020-2021 | Duke Blue Devils | 24 | 22 | 30,8 | 42,6 | 34,1 | 81,1 | 3,9 | 2,4 | 1,1 | 0,6 | 13,0 |
| Carriera  | Carriera         | 24 | 22 | 30,8 | 42,6 | 34,1 | 81,1 | 3,9 | 2,4 | 1,1 | 0,6 | 13,0 |

### G League
| Anno      | Squadra        | PG  | PT | MP   | TC%  | 3P%  | TL%  | RP  | AP  | PRP | SP  | PP   |
| --------- | -------------- | --- | -- | ---- | ---- | ---- | ---- | --- | --- | --- | --- | ---- |
| 2021-2022 | Stockton Kings | 42  | 25 | 27,1 | 43,7 | 34,5 | 89,3 | 3,5 | 3,6 | 1,0 | 0,4 | 13,9 |
| 2022-2023 | Stockton Kings | 45  | 0  | 23,6 | 45,0 | 36,2 | 81,7 | 2,7 | 4,4 | 0,8 | 0,3 | 13,1 |
| 2023-2024 | Maine Celtics  | 48  | 10 | 29,9 | 47,4 | 35,8 | 80,0 | 5,1 | 4,5 | 0,9 | 0,4 | 19,3 |
| Carriera  | Carriera       | 135 | 35 | 26,9 | 45,6 | 35,6 | 82,8 | 3,8 | 4,2 | 0,9 | 0,4 | 15,6 |